# 鶴丸
鶴丸（つるまる）は、平安時代に作られたとされる日本刀（太刀）。皇室の私有財産（御物）であり、宮内庁侍従職が管理している。文化財の命名法にあわせて太刀 銘国永（名物鶴丸）（たち めい くになが（めいぶつつるまる））と記載されることがあり、御物として管理される際の名称は山城国国永御太刀（名物鶴丸）である。

## 概要
平安時代の刀工である国永によってつくられた刀である。「鶴丸」の号の由来は不明とされている。かつて刀身が収められていた太刀拵に蒔絵で鶴の紋様が施されていたことによる、と伝えられるが、この太刀拵は現存していない。享保名物帳ではその由来については「古き拵へ傳来の書付にも出る鶴丸と云仔細不知」と記載されている。鎌倉幕府が神社へと奉納する太刀には鶴丸の紋を入れることが恒例になっていたことを踏まえて、安達氏から北条氏へと渡り、その没後にどこかの神社に奉納され、その時に鶴丸の紋を入れられたことが由来となったとする説もある。
江戸時代に仙台藩主の伊達家の所有として代々伝わった。1704年（宝永元年6月27日）に、仙台藩主の座を譲って引退した4代伊達綱村から従弟で養嗣子の5代伊達吉村へ国入りの祝儀として贈られ、その後吉村が四男の伊達宗村へ家督を譲って隠居する際にも、6代藩主となった宗村への国入りの祝儀として贈られている。伊達家所有の間に引両紋入の金具と、同紋の蒔絵を施した鞘の太刀拵が作られてこれに収められ、その後はこの拵と共に後世に伝えられた。なお、伊達家に所有されるまでの伝来についてはいくつか異なる伝がある他、それらの内容については他の歴史資料と矛盾する点もあり、伝来にも不明な点が多い。8代将軍・吉宗の命で編纂された『享保名物帳』には、名物の一つとして鶴丸の記述が遺されている。
本太刀は、1901年（明治34年）、明治天皇の仙台巡幸の際に、第14代藩主であった伊達宗基から明治天皇に献上された。明治天皇所有の日本刀の一部は、大正天皇、昭和天皇と相続されたのち第二次世界大戦後の財産税や昭和天皇崩御の際の相続税として国庫に物納されたが、本太刀は相続税法第12条第1項第1号に規定する相続税の非課税財産として上皇明仁に相続され現在に至っている。いわゆる御由緒物の刀剣の多くは宮中祭祀などで役割を担っており、本太刀も鶯丸と同様に毎年1月1日に実施される宮中での歳旦祭の際に使用されることとされている。

## 刀身
刃長78.63センチメートル、刀身反2.73センチメートル、茎反0.30センチメートル、元幅2.73センチメートル、先幅1.52センチメートル、切先長2.27センチメートル、元重0.67センチメートル、先重0.39センチメートル、茎長18.18センチメートル。地鉄は小板目肌がよく約（つ）み、刃文は直刃（すぐは）調に小乱れ、小丁子交じる。茎の形状は特徴的な雉子股茎である。国永の作刀は本作を含めわずか4口しか残っていないが、東京国立博物館の研究員である原田一敏は本作をその中で最も優れた刀と評している。